# Burgschwalbach
Burgschwalbach ist eine Ortsgemeinde im Rhein-Lahn-Kreis in Rheinland-Pfalz, sie gehört der Verbandsgemeinde Aar-Einrich an. Oberhalb des Orts Burgschwalbach liegt die gleichnamige spätmittelalterliche Burg Schwalbach.

## Geographie
Burgschwalbach liegt im Taunus (westlicher Hintertaunus) am Palmbach, elf Kilometer südlich von Limburg an der Lahn.

### Nachbargemeinden
Von den Ortsgemeinden der Verbandsgemeinde Aar-Einrich grenzen Schiesheim im Westen, Hahnstätten im Norden und Kaltenholzhausen im Nordosten an Burgschwalbach. Östlich und südlich des Ortes verläuft die Landesgrenze zu Hessen. Eine direkte Straßenanbindung besteht nach Panrod, das zu Aarbergen gehört.

### Gemeindegliederung
Zu Burgschwalbach gehört ein Teil des Orts Zollhaus. Dieser 250 Einwohner zählende Ort stellt ein verwaltungstechnisches Kuriosum dar, da er zu insgesamt vier Ortsgemeinden gehört: Neben Teilen, die der Ortsgemeinde Burgschwalbach angehören, gehören Teile von Zollhaus zu den Ortsgemeinden Hahnstätten, Mudershausen und Schiesheim.

## Geschichte

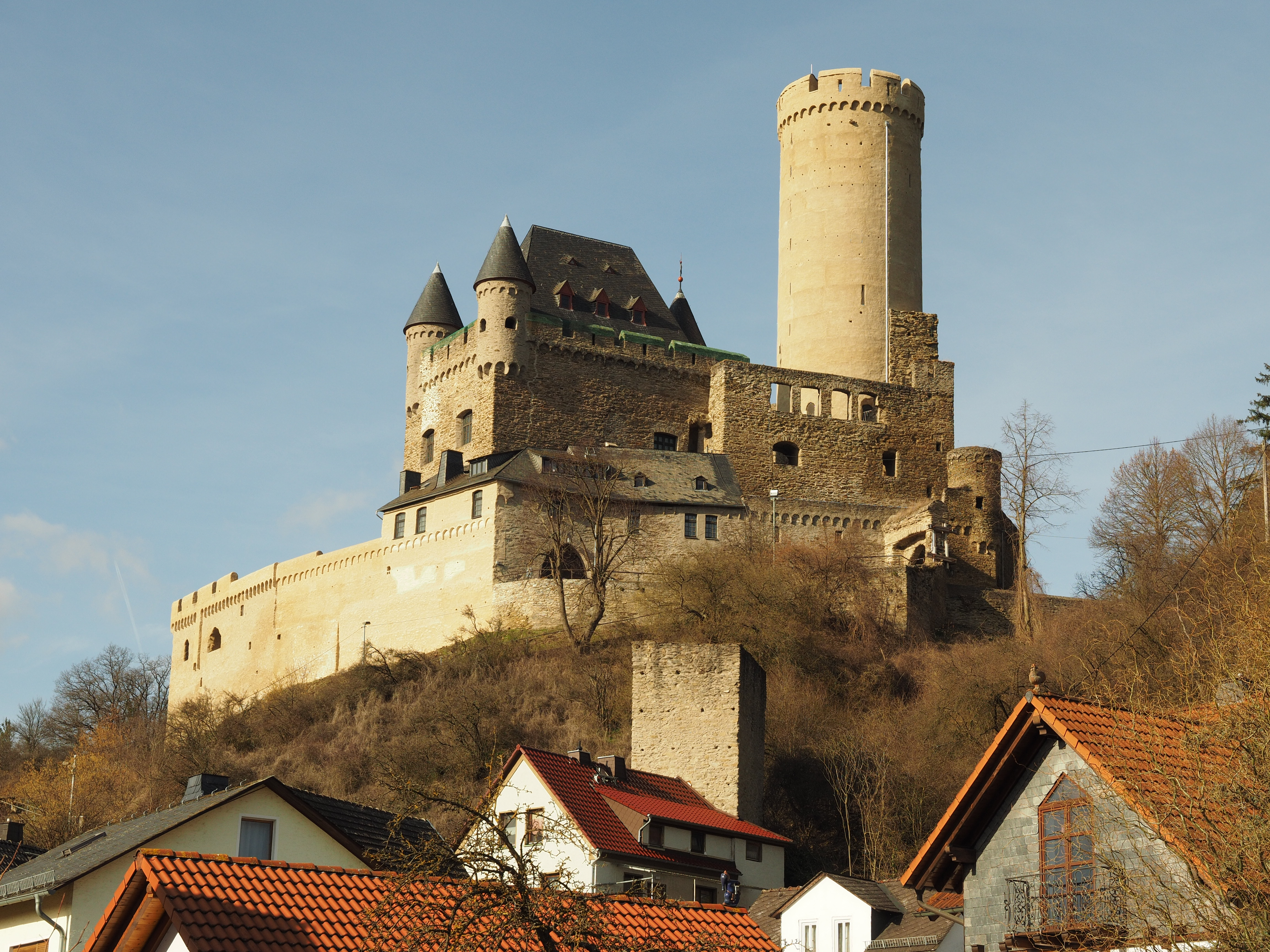
Burg Schwalbach

Am 9. Juni 790 wurde Burgschwalbach in einer Schenkungsurkunde Karls des Großen als Squalbach erstmals urkundlich erwähnt.
Der Ort erhielt am 30. Januar 1368 von Kaiser Karl IV. Stadtrechte verliehen. Damit verbunden war auch das Recht zum Bau von Stadtbefestigungen. Nach quellenlosen Angaben wurde von 1368 bis 1371 unter Graf Eberhard V. von Katzenelnbogen die Burg Schwalbach erbaut. Diese kurze Bauzeit gilt jedoch aufgrund der technischen Voraussetzungen zur damaligen Zeit als sehr unwahrscheinlich. Dendrochronologische Untersuchungen haben inzwischen einen Baubeginn für etwa 1354/55 nachgewiesen. Für 1473 ist eine Schmiede am Ort nachgewiesen, von der die Grafen von Katzenelnbogen Abgaben erhielten.
1536 überließ Landgraf Philipp zu Hessen Schloss, Tal und Amt Burgschwalbach an Graf Philipp III. von Nassau-Weilburg, der die Reformation einleitete.
1803 bildete man aus den Ämtern Katzenelnbogen und Burgschwalbach mit dem Gericht Kettenbach und dem Dorf Schiesheim das neue Amt Katzenelnbogen. Ab 1816 gehörte Burgschwalbach im neu gebildeten Herzogtum Nassau zum Amt Diez. 1866 kam der Ort zu Preußen und ist seit 1946 Teil des Landes Rheinland-Pfalz.
Seit 1656 kann die Gewinnung von Eisenerz in der Michelbacher Hütte nachgewiesen werden. In Zollhaus waren bis zum Zweiten Weltkrieg zahlreiche Unternehmen rund um den Eisenerz- und Kalksteinabbau angesiedelt.
Von der um 1380 errichteten Stadtmauer ist heute bis auf den Mühlenturm nichts mehr vorhanden. Als letztes größerer Abschnitt der Befestigung wurde 1824 der Torturm wegen Einsturzgefahr abgerissen.
Nicht mehr vorhanden ist auch das 1713 erbaute und Ende des 19. Jahrhunderts abgerissene Schulhaus. Anfang der 1970er Jahre wurde auch die Dorfmühle eingeebnet. An ihrer Stelle befindet sich heute der Dorfplatz.
Die Einwohnerschaft entwickelte sich im 19. und 20. Jahrhundert wie folgt: 1843: 779 Einwohner, 1927: 969 Einwohner, 1964: 921 Einwohner.

## Politik

### Gemeinderat
Der Gemeinderat in Burgschwalbach besteht aus 16 Ratsmitgliedern, die bei der Kommunalwahl am 9. Juni 2024 in einer personalisierten Verhältniswahl gewählt wurden, und dem ehrenamtlichen Ortsbürgermeister als Vorsitzendem.
Die Sitzverteilung im Gemeinderat:
| Wahl | SPD | CDU | FWG | Gesamt   |
| ---- | --- | --- | --- | -------- |
| 2024 | 10  | 6   | –   | 16 Sitze |
| 2019 | 11  | 5   | –   | 16 Sitze |
| 2014 | 10  | 3   | 3   | 16 Sitze |
| 2009 | 9   | 4   | 3   | 16 Sitze |
| 2004 | 9   | 3   | 4   | 16 Sitze |

- FWG = Freie Wählergemeinschaft Burgschwalbach e. V.

### Bürgermeister
Daniel Sauerwein wurde am 4. Juli 2024 Ortsbürgermeister von Burgschwalbach. Da für die Direktwahl am 9. Juni 2024 kein gültiger Wahlvorschlag eingereicht wurde, oblag die Neuwahl des Bürgermeisters gemäß rheinland-pfälzischer Gemeindeordnung dem Rat. Dieser entschied sich auf seiner konstituierenden Sitzung mehrheitlich für Daniel Sauerwein.
Sauerweins Vorgänger Ehrenfried Bastian (SPD) hatte das Amt seit Februar 2013 inne, als er vom damaligen Gemeinderat zum Nachfolger des im September 2012 verstorbenen Ortsbürgermeisters Claus-Harry Becker gewählt wurde. Zuletzt bei der Direktwahl am 26. Mai 2019 war Bastian mit einem Stimmenanteil von 85,03 % wiedergewählt worden. Bei der Wahl 2024 trat er nicht erneut an.

### Wappen
| Wappen von Burgschwalbach | Blasonierung: „In Gold eine rote Burgmauer mit Tor, über der drei rote Türme emporragen; der mächtige Mittelturm hat einen Zinnenrand und drei 2 : 1 gestellte Fenster; die schlankeren Seitentürme haben blaue Kegeldächer mit blauem Knauf und je ein Fenster.“ |
| Wappen von Burgschwalbach | Wappenbegründung: Das Wappen geht auf das Stadtsiegel Burgschwalbachs aus dem 16. Jahrhundert zurück. Als Mitte des 20. Jahrhunderts das Wappen geändert wurde, wurden die Farben des Wappens von den Farben der Grafen von Katzenelnbogen abgeleitet.            |

## Kultur und Sehenswürdigkeiten

### Evangelische Kirche
Unterhalb der Burg befindet sich die evangelische Kirche. Das Kirchenschiff stammt von der um 1100 an dieser Stelle erbauten romanischen Wehrkirche. An die Ostseite dieses rechteckigen Hallenbaus aus Bruchsteinen wurde in der zweiten Hälfte des 14. Jahrhunderts ein gotischer Chor angebaut. Der Glockenturm im Westen der Anlage entstand im 16. Jahrhundert. Markanter Bestandteil der Ausstattung ist eine frühbarocke Kanzel.

### Jüdischer Friedhof
In Burgschwalbach befindet sich ein jüdischer Friedhof, der vermutlich Anfang des 19. Jahrhunderts angelegt wurde. In Burgschwalbach selbst gab es keine jüdische Gemeinde, der Friedhof wurde von mehreren jüdischen Gemeinden der umliegenden Orte genutzt. Er hat eine Fläche von 25,96 ar. 81 Grabsteine vorwiegend aus der ersten Hälfte des 20. Jahrhunderts sind noch erhalten.

## Wirtschaft und Infrastruktur

### Verkehr
Die B 54 führt von Norden nach Süden westlich an Burgschwalbach vorbei.